# Хосе Хоакин Фернандез де Лизарди
Хосе Хоакин Фернандез де Лизарди (шп. José Joaquín Fernández de Lizardi; Мексико Сити, 15. новембар 1776 — Мексико Сити, 27. јун 1827) био је мексички писац, песник, новинар и борац за слободу.

## Биографија
Хосе Хоакин Фернандез де Лизарди рођен је 1776. године у Мексико Ситију, када је тај град још био престоница колонијалног шпанског вицекраљевства Нове Шпаније, као син Мануела Фернандеза де Лизардија и Барбаре Гутијерез. Његов отац је био лекар у околини Мексико Ситија, који је додатно зарађивао од писања. Након смрти оца, Лизарди је напустио студије и запослио се у државној служби, те постао судија за мање прекршаје у региону Таско-Акапулко.
Оженио се са Долорес Орендаин у Таску 1805. године, а своју књижевну каријеру започео 1808. године објављивањем песме у част краља Фернанда VII од Шпаније, иако је краљ касније постао мета националистичког беса међу Мексиканцима због његове склоности ка деспотизму.
Лизардијев рад је у исто време политички, књижевни, новинарски, социолошки, историографски и лингвистички. У свом новинарском раду, Лизарди се након блажих друштвених критика посветио директном коментарисању политичких проблема, нападајући и осуђујући аутократске тенденције вицекраљевске владе. Након што је Лизарди директно „напао“ вицекраља Франсиска Хавијера Венегаса, завршио је у затвору. Пуштен је из затвора после седам месеци, када је на власт дошао нови вицекраљ, Феликс Марија Каљеха, о коме је Лизарди писао похвале.
Иако представља роман по форми и обиму, El Periquillo Sarniento више личи на Лизардијеве часописе; штампао га је и продао недељно по поглављима током 1816. године, писао је обимне коментаре о политичком и моралном стању у Мексику у нарацији и попут његових часописа, роман је на крају цензурисан. Са поновним успостављањем шпанског либералног система 1820. године, Лизарди се вратио новинарству, али су га поново политички непријатељи хапсили и цензурисали.
Године 1827, Лизарди је умро од туберкулозе. Због сиромаштва његове породице, сахрањен је у анонимном гробу, без натписа, иако се надао да ће на његов споменик бити угравиране речи: „Овде лежи пепео мексичког мислиоца, који је урадио најбоље што је могао за своју земљу.“

### Новине
- El Pensador Mexicano
- Alacenas de Friolera
- Cajoncito de la Alacena
- El conductor eléctrico
- El hermano del perico
- Conversaciones del payo y el sacristan
- La Gaceta del gobierno
- Correo semanario de Mexico

### Романи
- El Periquillo Sarniento (1816)
- Letrillas satiricas, (1811)
- La Quijotita y su prima, (1819)
- Noches tristes y dia alegre, (1819)
- Vida y hechos del famoso caballero don Catrín de la Fachenda